# وی کی ویسمایا
وی کی ویسمایا (انگلیسی: V. K. Vismaya؛ زادهٔ ۱۴ مهٔ ۱۹۹۷) ورزشکار دو و میدانی اهل هند است.